# ファニーサイド
ファニーサイド (Funny Cide) はアメリカの競走馬である。2003年のケンタッキーダービー、プリークネスステークスを制し二冠を達成、エクリプス賞最優秀3歳牡馬に選出された。

## 戦歴
デビュー前に停留精巣を起こしていたことで去勢手術を受ける。2002年9月の未勝利戦でデビュー、15馬身差で圧勝した。この年さらに2戦し連勝している。2003年は重賞で堅実に走り、4月のウッドメモリアルステークスでG1に初挑戦、エンパイアメーカーの2着に敗れる。続くケンタッキーダービーでは7番人気とあまり評価されなかったが、エンパイアメーカーを抑えて優勝した。ニューヨーク産の馬として史上初、騸馬の優勝は1929年のクライドヴァンデュセン以来74年振りであった。続くプリークネスステークスも9馬身3/4差で圧勝、二冠馬となった。後述の理由により大人気を得ていたファニーサイドの三冠達成の瞬間を見ようと、ベルモントステークス当日は10万人を超える大観衆がベルモントパーク競馬場に詰め掛けたが、宿敵エンパイアメーカーの3着に敗れ、三冠制覇はならなかった。
その後は2004年10月のジョッキークラブゴールドカップに勝利。種牡馬になれない騸馬ゆえに長く現役であり続けたが、年を重ねるにつれ大レースからは姿を消していった。2007年7月のワズワースメモリアルハンデキャップで約1年振りに勝利したのを最後に現役を引退した。
引退後は、ケンタッキー州レキシントンにあるケンタッキーホースパークのチャンピオンズホールで余生を過ごしていたが、2023年7月16日、疝痛の合併症により死亡した。

## エピソード
2001年8月のセールで僅か2万2000ドルという安値で取引され、その後バークレイ・タッグ調教師に見出され、サッカトガ・ステーブルに7万5000ドルで転売された。サッカトガ・ステーブルとはごく普通の一般階級の人間10人から成る共同馬主グループであり、他の大富豪の馬主達とは明らかに一線を画す存在であった。取引価格の安さと、馬主が庶民であるという親しみやすさがファンの共感を呼び、ファニーサイドは爆発的な人気を得ることになった。

## 血統表
| ファニーサイドの血統（ミスタープロスペクター系 / Ribot 5×5=6.25%） | ファニーサイドの血統（ミスタープロスペクター系 / Ribot 5×5=6.25%） | ファニーサイドの血統（ミスタープロスペクター系 / Ribot 5×5=6.25%） | （血統表の出典）       | （血統表の出典） |
| 父 Distorted Humor 1993 栗毛                                       | 父の父* フォーティナイナー Forty Niner 1985 栗毛                   | Mr.Prospector                                                      | Raise a Native         | Raise a Native   |
| 父 Distorted Humor 1993 栗毛                                       | 父の父* フォーティナイナー Forty Niner 1985 栗毛                   | Mr.Prospector                                                      | Gold Digger            |                  |
| 父 Distorted Humor 1993 栗毛                                       | 父の父* フォーティナイナー Forty Niner 1985 栗毛                   | File                                                               | Tom Rolfe              | Tom Rolfe        |
| 父 Distorted Humor 1993 栗毛                                       | 父の父* フォーティナイナー Forty Niner 1985 栗毛                   | File                                                               | Continue               |                  |
| 父 Distorted Humor 1993 栗毛                                       | 父の母Danzigs Beauty 1987 鹿毛                                     | Danzig                                                             | Northern Dancer        | Northern Dancer  |
| 父 Distorted Humor 1993 栗毛                                       | 父の母Danzigs Beauty 1987 鹿毛                                     | Danzig                                                             | Pas de Nom             |                  |
| 父 Distorted Humor 1993 栗毛                                       | 父の母Danzigs Beauty 1987 鹿毛                                     | Sweetest Chant                                                     | Mr.Leader              | Mr.Leader        |
| 父 Distorted Humor 1993 栗毛                                       | 父の母Danzigs Beauty 1987 鹿毛                                     | Sweetest Chant                                                     | Gay Sonnet             |                  |
| 母 Belle's Good Cide 1993 栗毛                                     | 母の父Slewacide 1980 鹿毛                                          | Seattle Slew                                                       | Bold Reasoning         | Bold Reasoning   |
| 母 Belle's Good Cide 1993 栗毛                                     | 母の父Slewacide 1980 鹿毛                                          | Seattle Slew                                                       | My Charmer             |                  |
| 母 Belle's Good Cide 1993 栗毛                                     | 母の父Slewacide 1980 鹿毛                                          | Evasive                                                            | Buckpasser             | Buckpasser       |
| 母 Belle's Good Cide 1993 栗毛                                     | 母の父Slewacide 1980 鹿毛                                          | Evasive                                                            | Summer Scandal         |                  |
| 母 Belle's Good Cide 1993 栗毛                                     | 母の母Belle of Killarney 1981 栗毛                                 | Little Current                                                     | SeaBird                | SeaBird          |
| 母 Belle's Good Cide 1993 栗毛                                     | 母の母Belle of Killarney 1981 栗毛                                 | Little Current                                                     | Luiana                 |                  |
| 母 Belle's Good Cide 1993 栗毛                                     | 母の母Belle of Killarney 1981 栗毛                                 | Cherished Moment                                                   | Graustark              | Graustark        |
| 母 Belle's Good Cide 1993 栗毛                                     | 母の母Belle of Killarney 1981 栗毛                                 | Cherished Moment                                                   | Pumpkin Patch F-No.6-d |                  |